# 衝突模式
犯罪學中的衝突模式（英語：conflict model）又稱體系衝突理論（system conflict theory），主張司法刑事系統應該競爭性地實現正義，而不是採取合作手段。

## 歷史
體系衝突理論認為，對名譽、升遷、工資和成功的擔憂使刑事系統內部產生衝突。這一觀點認為，沒有真正的系統存在，尤其強調對「系統」基本的對抗過程的作用，以及許多刑事組織習慣性地盡可能不分享信息。
這種思維流派被兩類群體所追隨，一類認為衝突模式是刑事系統的現實，但共識模型是理想的；另一類則認為衝突模式既是現實也是理想。。
傑羅姆·斯科尼克認為，通過鼓勵警察專注於看似在做工作，而不是實際上在做工作的方式，清零率證明了衝突模式的現實。這一觀點與考試和為考試而教學的論點類似。斯科尼克提到一起事件，其中警察逼迫一名男子承認犯了超過400宗入室竊盜，以便提高犯罪破案率（清零率）。